# Juan Sebastián Molano
Juan Sebastián Molano Benavides (Paipa, Boyacá, 4 de noviembre de 1994) es un ciclista colombiano que desde 2019 corre para el equipo profesional de los Emiratos Árabes Unidos UAE Team Emirates XRG de categoría UCI WorldTeam.

## Biografía
En 2014 fue campeón panamericano de ciclismo de pista en la modalidad de Ómnium en México. Ganó la segunda etapa de la Vuelta Ciclista Internacional a la Comunidad de Madrid 2016 bajo el amparo del equipo Manzana Postobón Team.Obtuvo la victoria en la cuarta etapa de la Vuelta a Colombia con un recorrido de 118,8 kilómetros, imponiéndose ante el argentino Lucas Haedo.Alcanzó un nuevo triunfo en la primera etapa del Clásico RCN 2016, tras vencer en el esprint final y convertirse en el primer líder de la competencia.Logró vencer también en el esprint de la etapa cuatro con final en Puerto Boyacá, se adjudicaría un tercer triunfo en la sexta fracción de la carrera con llegada en Aguachica, y finalmente se impone por cuarta vez, en la séptima jornada de 212 kilómetros en Valledupar.
En la temporada 2017 cruzó la meta en primer lugar en la tercera fracción de la Vuelta al Alentejo tras 208 kilómetros y final en Mértola, se impondría también en el esprint de la quinta y última etapa con llegada en Évora.Obtuvo la medalla de bronce en el Campeonato Panamericano de Ruta en República Dominicana; el podio lo completa el colombiano Nelson Soto, medalla de oro, y el mexicano José Alfredo Aguirre, medalla de plata.Hizo su debut en la Vuelta a España 2017 con el Team Manzana Postobón; en la segunda etapa ingreso en la posición trece a 5 segundos del vencedor Yves Lampaert y logró subir al podio como el mejor joven de la jornada.Completó las veintiún etapas de la ronda ibérica y se ubicó en el puesto 152.º de la general final.

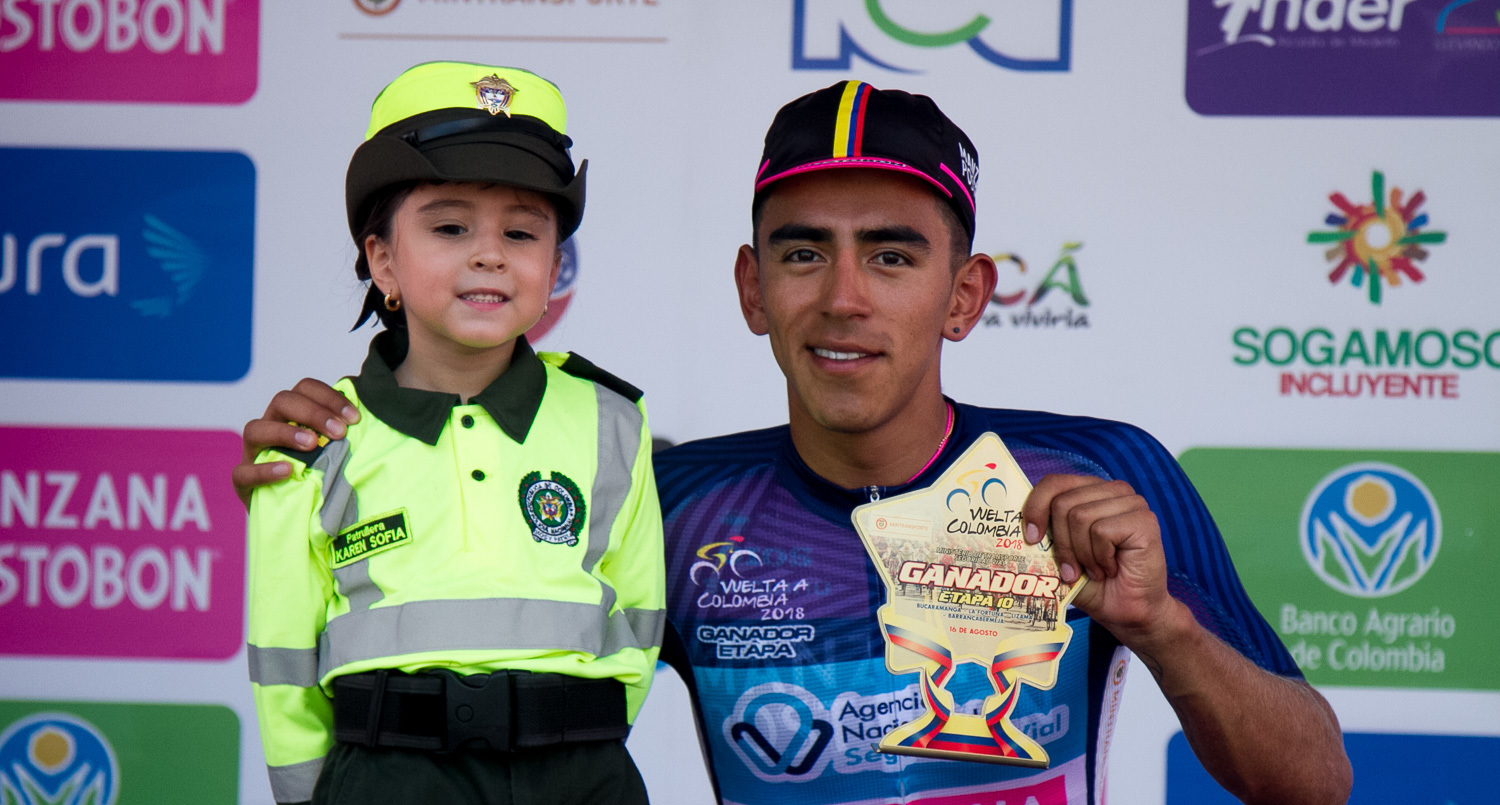
10 Etapa-Vuelta a Colombia 2018-Ciclista Sebastián Molano-Ganador Etapa 2

Logró su primer triunfo de la temporada 2018 en el Campeonato Panamericano de Ruta celebrado en San Juan, imponiéndose a Maximiliano Richeze segundo puesto y  Cristopher Mansilla tercer puesto.Una nueva victoria en la primera etapa de la Vuelta al Valle del Cauca, cerraría su paso por esta competencia venciendo también en el esprint de la cuarta jornada.Obtuvo tres victorias en la Vuelta a Colombia, así: etapa inicial, décima fracción con llegada en Barrancabermeja, y la decimotercera y última jornada consistente en un circuito de 104 kilómetros en Medellín.El escenario para un nuevo registro en su palmarés se dio en la segunda etapa del Tour de Xingtai venciendo en el esprint al venezolano Orluis Aular y al bielorruso Nikolai Shumov.Lograría un segundo triunfo en línea, ganando en el esprint frente al italiano Damiano Cima y al ucraniano Andrij Kulyk.

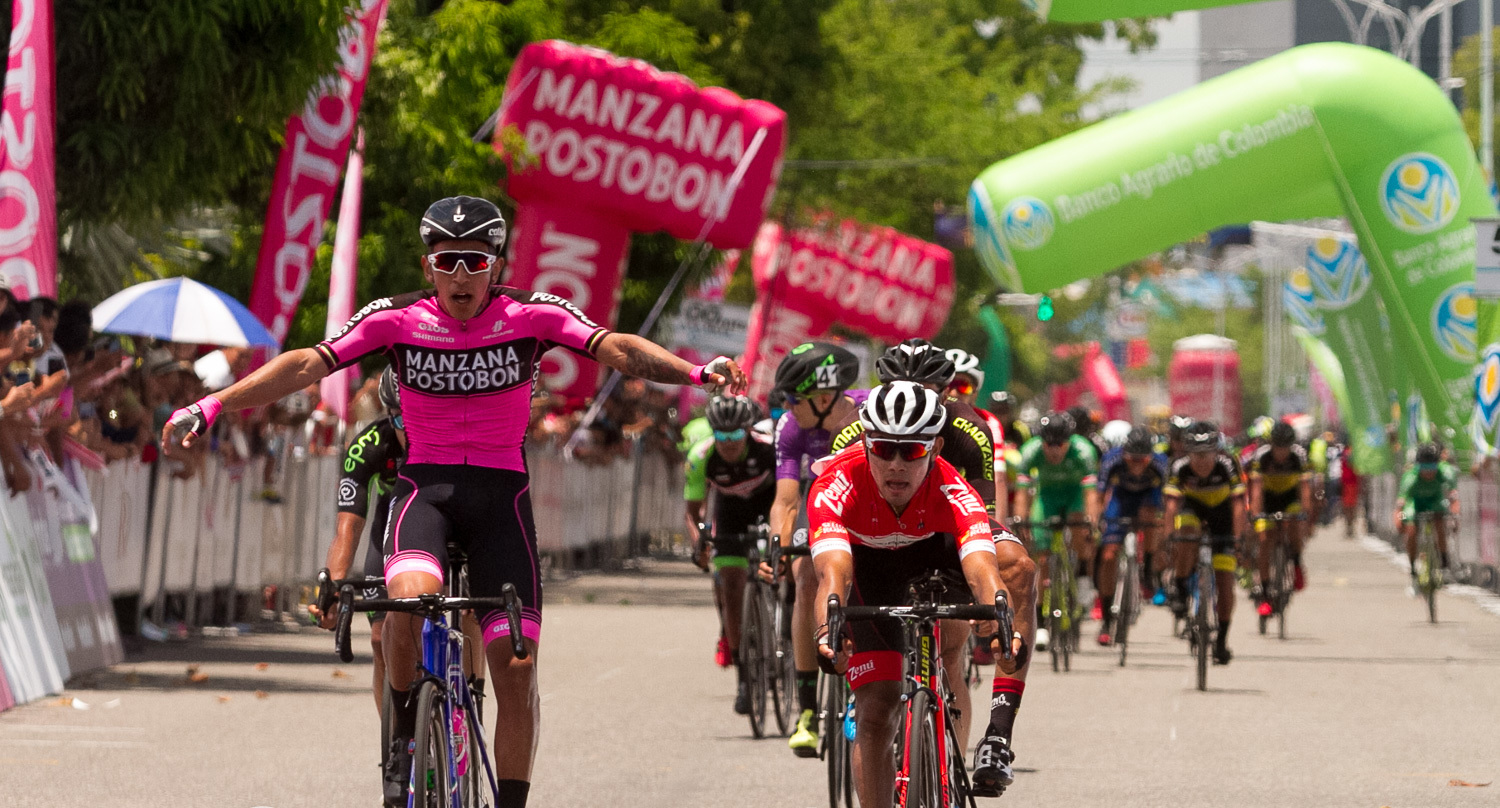
10 Etapa-Vuelta a Colombia 2018-Ciclista Sebastián Molano 2

Continuó su racha ganadora en el exterior y venció en el embalaje de la segunda jornada del Tour de China I, tras un recorrido de 140,6 kilómetros con final en Pingcheng, superando a Mingrun Chen y a Sergio Higuita. Con este resultado se convirtió en el nuevo líder de la competencia.Se mantuvo al frente de la competencia durante las cinco etapas restantes y se coronaría campeón, superando por 8 segundos a los italianos Damiano Cima segundo y Jacopo Mosca tercero.Alzó los brazos una vez más al cruzar la meta en primer lugar en la fracción inicial del Tour de China II.Se impuso en el esprint de la primera jornada del Tour del Lago Taihu ante el griego Geórgios Boúglas y el español Daniel López.Repite en la segunda fracción y alcanza el doblete en Maoshan tras 130,6 kilómetros de recorrido; se mantuvo al frente de la clasificación de los puntos con 28 unidades.En la última etapa cruzó la meta en la segunda posición en Huzhou y se ratificó como líder de la clasificación de los puntos con un total de 63.En el mes de octubre de 2018, se oficializa la contratación del velocista colombiano por parte del UAE Team Emirates para las temporadas 2019 y 2020.
Inició la temporada 2019 con victoria en el embalaje final de la tercera fracción del Tour Colombia 2.1 con un recorrido de 167,6 kilómetros por Llanogrande. Compitió en la clásica Omloop Het Nieuwsblad, pero no logró terminar.Alcanzó el sexto lugar en la cuarta etapa del Tour de Turquía con final en esprint ganado por Caleb Ewan.En el Giro de Italia 2019 fue apartado por su equipo tras obtener unos resultados inusuales en un control interno realizado antes de la disputa de la 4.ª etapa. En julio se le permitió volver a correr, atribuyéndose los valores inusuales a la alta sensibilidad del ciclista a los cambios de altitud.Su regreso a la Vuelta a España no tuvo resultados destacados; sin embargo, completó las veintiuna etapas y se clasificó en la casilla 143 de la general.Terminó la temporada con un segundo lugar en la sexta y última fracción del Tour de Guangxi superado solamente por Pascal Ackermann.
Dio inicio al calendario de competencias 2020 con la Vuelta a San Juan; sus mejores resultados los obtuvo en la fracción inicial con un cuarto lugar y en la sexta jornada, con un segundo puesto, superado solamente por Zdeněk Štybar. En la edición 2020 del Tour Colombia ganó tres etapas: así, la etapa dos con llegada en Duitama, la etapa tres con final en esprinty la etapa cinco con final en embalaje masivo en Zipaquirá.Obtuvo también la clasificación por puntos. Compitió en el Tour de Polonia; se destaca la séptima posición en la etapa cinco. Participó también de la Tirreno-Adriático, completó las ocho jornadas y se clasificó en el puesto 149.En una temporada atípica debido a la pandemia, regresó al Giro de Italia. Tuvo una notable presentación en el embalaje final de la sexta fracción disputada entre Castrovillari y Matera, cruzando la meta en la cuarta posición.Infortunadamente, durante la prueba de contrarreloj individual de la decimocuarta etapa, sufrió una aparatosa caída, tras perder el control de la bicicleta y estrellarse contra las vallas.Pudo reponerse y terminar la etapa; sin embargo, al día siguiente decidió no tomar la partida de la decimoquinta jornada, a causa de dolor en los dedos y una contusión en un pie que no pudo mejorar con el descanso.
Durante la temporada 2021, inició con la Clásica de Almería, apoyando siempre la labor de Fernando Gaviria; terminó en el puesto 45. Fue el único colombiano presente  en la clásica Nokere Koerse en Bélgica y finalizó en la casilla 69 de la general. En la Volta a Cataluña sobresale su desempeño en el esprint final de la sexta jornada con final en Mataró, cruzando la meta en tercer lugar.Alcanzó su tercera participación consecutiva en el Giro de Italia, logrando sus mejores resultados en cuatro diferentes jornadas como lanzador de su compañero de equipo, el esprínter Fernando Gaviria, así: en la etapa dos cruzó la meta en el puesto once, esto sumado a tres top-10 con final en esprint en las etapas siete, diez y quince, donde estuvo presente en la fuga del día y cruzó la meta en el puesto nueve, como el mejor colombiano de la jornada. En esta oportunidad logró terminar las veintiuna fracciones y en la contrarreloj final se ubicó en el puesto 45.º, cerrando así su participación en la casilla 126 de la clasificación general.Se destacó en la Vuelta a Burgos, donde ganó dos etapas, así: la etapa dos de 175 kilómetros con llegada en Briviesca, imponiéndose en el esprint, más la etapa cuatro con final en Aranda de Duero;adicionalmente, se quedaría con la clasificación de los puntos con un total de 50.
Tras un año de ausencia, regresó a la Vuelta a España y logró dos top-5, el primero de ellos en la segunda jornada, cruzando la meta en 4.º lugar, y el segundo, en la quinta jornada con final en Albacete, donde nuevamente ingresaría en 4.º lugar.Desafortunadamente, sufrió una fuerte caída en los primeros kilómetros de la novena fracción que lo obligó a abandonar la competencia.En el Giro de Sicilia ganó dos etapas, así: la jornada inicial con final en Licatay la segunda jornada con final en Mondello. Adicionalmente, obtuvo la clasificación de los puntos con un total de 24. La última cita de la temporada, tuvo lugar en la Coppa Bernocchi, donde se colocaría en la séptima posición de la clasificación general.
La primera cita de la temporada 2022, fue en la Vuelta a la Comunidad Valenciana, donde tuvo una destacada presentación en la segunda fracción, cruzando la meta en la segunda posición, superado solamente por el neerlandés Fabio Jakobsen.Adicionalmente logró dos top-10, uno en la etapa cuatro con final en Torrevieja, ubicándose en la séptima casilla, y el segundo en la etapa final con llegada en Valencia, ingresando en la octava posición.Fue quinto en el esprint de la Clásica de Almería y el mejor colombiano en competencia.Compitió en la París-Niza y alcanzó dos top-10, así: segunda fracción con llegada en Orleans, colocándose en la casilla ocho del esprint, y puesto diez en la tercera fracción con final de embalaje en subida en Dun-le-Palestel.Sin embargo, no logró terminar la última jornada de la competencia, donde solo 59 ciclistas cruzaron con el tiempo válido.En la clásica Milán-Turín terminó en la undécima posición.Cruzó la meta en el quinto lugar en el embalaje final de la segunda jornada de la Volta a Cataluña.Abandonó la competencia en el transcurso de la quinta fracción.Debutó en la clásica monumento París-Roubaix con 257,2 kilómetros, se mantuvo con el lote principal en los primeros 100 km, con el objetivo principal de apoyar la labor del equipo, tuvo varios inconvenientes mecánicos con la bicicleta, aun así, logró terminar todo el recorrido e ingreso en el puesto 106.º.
Logró la primera victoria de la temporada 2022 en la cuarta etapa de la Boucles de la Mayenne, imponiéndose en el embalaje final al venezolano Orluis Aular.En el mes de junio, fue descalificado del Critérium del Dauphiné al final de la sexta etapa por haber golpeado a Hugo Page durante la etapa 5.Participó en el Tour de Polonia, se destacó en la jornada inicial tras cruzar la meta en la casilla cinco.En las etapas dosy cuatro finalizó en el puesto decimoquinto en ambas ocasiones; en esta última, su lanzamiento fue clave para que su compañero de equipo Pascal Ackermann obtuviera la victoria de la jornada.En su cuarta participación en la Vuelta a España, el UAE Team Emirates se ubicó en el quinto lugar de la jornada inicial de contrarreloj por equipos, a 00:33" del ganador de la jornada.Un buen intento en el embalaje de la undécima fracción, le permitió cruzar la meta en cuarto lugar.Consiguió la victoria más importante de su carrera y la primera en grandes vueltas, tras imponerse en el esprint de la última etapa en Madrid ante al danés Mads Pedersen.La última carrera de la temporada tuvo como escenario el Tour de Langkawi, ingresando en tres ocasiones dentro del top-5, así: cuarto lugar en la cuarta etapa, cuarto lugar nuevamente en la sexta jornada y finalmente un tercer lugar en la octava y última fracción.
Fue quinto en el Trofeo Palma del Challenge Ciclista a Mallorca en el inicio de la temporada 2023.Participó en la Vuelta a la Comunidad Valenciana y terminó las cinco jornadas del certamen como parte de su preparación.Ingresó en el top-10 de la Clásica de Almería.En la segunda jornada del UAE Tour se ubicó en la casilla ocho de la contrarreloj por equipos.Se impuso en el embalaje final de la cuarta etapa ante el neerlandés Olav Kooij y el australiano Samuel Welsford, logrando así su primera victoria de la temporada.Cruzó la meta en séptimo lugar en la quinta fracción.Alcanzó a ingresar en el top-5 de la segunda jornada de la Tirreno-Adriático, y en la casilla decimosexta de la séptima y última etapa.Ganó el Gran Premio de Denain superando al neerlandés Tim van Dijke y al belga Timo Kielich, anotando así un registro más en su palmarés.Finalizó séptimo en la Bredene Koksijde Classic, tras lanzar en el esprint a su compañero Pascal Ackermann que logró la segunda posición.Ingresó en el top-10 de la Clásica Brujas-La Panne, cruzando la meta en el noveno puesto.
Mientras realizaba un entrenamiento en Bélgica, fue atropellado por un automóvil que se movilizaba en contra vía, causándole numerosas lesiones; raspones en la cara, fractura en un dedo del pie, hematoma en una pierna, una conmoción cerebral y debieron colocar puntos de sutura en una ceja. Fue dado de alta del hospital y estuvo varias semanas fuera de competencia. El UAE Team Emirates, renovó el contrato del velocista colombiano hasta el año 2026, consolidando de esta forma a su esprínter de referencia. Alzó los brazos nuevamente, tras imponerse en un ajustado esprint ante el español Iván García Cortina y al italiano Edoardo Affini, en la etapa inicial de la Vuelta a Burgos.En la contrarreloj por equipos de la segunda jornada, el UAE Team se ubicó en la quinta posición.

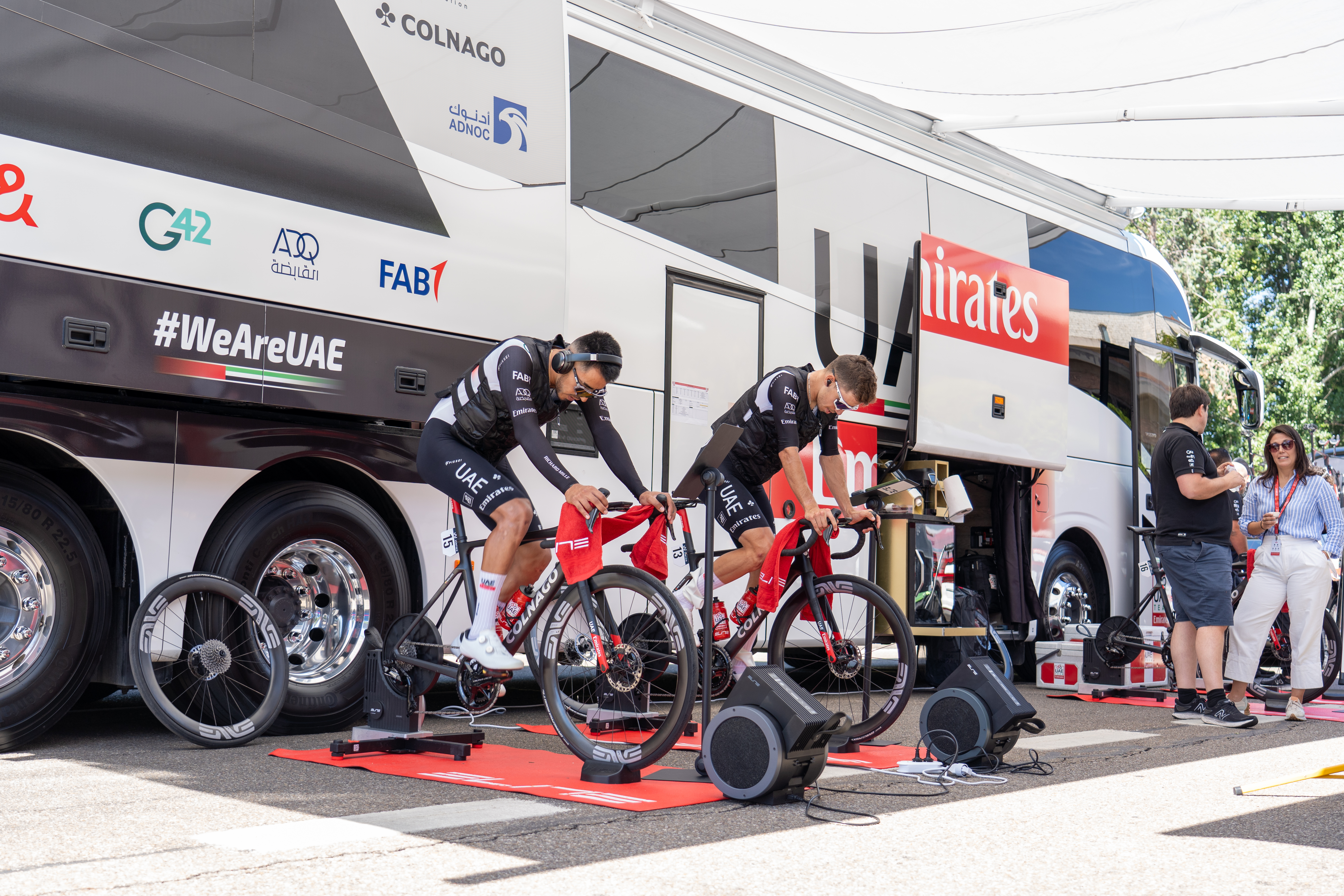
Contrarreloj individual de la Vuelta a España 2023, celebrada en Valladolid (etapa 10)

En su quinta participación en la Vuelta a España, hizo su primer intento en el esprint de la cuarta jornada con final en Tarragona; sin embargo, fue superado por el australiano Kaden Groves en el último metro.Estuvo cerca nuevamente en el embalaje de la séptima fracción, cruzó la meta en la casilla cuatro.El 7 de septiembre de 2023 se impuso en el esprint de la decimosegunda etapa con final en Zaragoza, gracias al impecable lanzamiento de su compañero de equipo, el portugués Rui Oliveira, superando a Kaden Groves y logrando así, su segunda victoria en la ronda ibérica El velocista colombiano terminó las veintiuna etapas y se clasificó en el puesto 147.º de la general.Compitió en la clásica París-Bourges con un recorrido de 198 kilómetros, cruzó la meta en el puesto decimotercero.La última carrera de la temporada, tuvo lugar en el Tour de Guangxi donde ocupó el tercer lugar en la segunda jornada, por detrás de Jonathan Milan y Arvid de Kleijn.Se impuso en el embalaje de la quinta fracción ante el neerlandés Olav Kooij y el danés Tobias Lund Andresen, de esta manera, alcanzó la quinta victoria de la temporada y la número veinticuatro como profesional.En la última etapa cruzó la meta en segundo lugar y cerró su participación en el puesto 61.º de la general.
En el AlUla Tour 2024 dio inicio a su calendario de competencias, donde registró dos top-10, así: la etapa inicial en la octava casillay la etapa tres en la quinta posición.Compitió en la Clásica de Almería, donde finalizó en el puesto 34.°Participó en el UAE Tour, alcanzó los mejores resultados en la fracción inicial, con el séptimo lugary en la sexta jornada, cruzando la meta en la casilla nueve.Asistió como defensor del título al Gran Premio de Denain, se encontraba en el lote perseguidor de la fuga y en buena posición; sin embargo, el ciclista suizo Stefan Küng perdió el control de la bicicleta en un sector de lodo y arrastró a quienes iban tras su rueda, siendo Juan Sebastián el más perjudicado, que terminó en el puesto 77.° de la general.Cruzó la meta en la séptima posición en el esprint final de la Clásica Brujas-La Panne.Terminó en el puesto 24.° de la clásica Scheldeprijs.Regresó por segunda oportunidad a la clásica monumento París-Roubaix después de un año de ausencia, terminó todo el recorrido de 259,7 kilómetros y se ubicó en el puesto 76.°, el corredor del UAE Team Emirates, es el segundo colombiano que ha logrado terminar esta difícil competencia, después de Leonardo Duque en los años 2011 y 2012.
Su cuarta participación en el Giro de Italia estuvo marcada por los siguientes resultados: puesto decimoprimero en la tercera fracción con final en Fossano; en el final de la novena jornada fue lanzado por Tadej Pogačar y logró cruzar la meta en tercer lugar, superado por Olav Kooij primero y Jonathan Milan segundo.Finalizó en la casilla cinco en el esprint de la decimoprimera etapa con final en Francavilla al Mare.Tras un nuevo intento en la decimotercera fracción con llegada en Cento, terminó en el séptimo lugar.En la decimoctava jornada finalizada en Padua, logró meterse en el top-10.Completó las veintiuna etapas con el circuito de Roma y se clasificó en el puesto 125.° de la general.En el mes de junio compitió en la Brussels Cycling Classic con un trazado de 218,4 kilómetros, cruzó la meta en la sexta posición.Ingresó en la quinta casilla en el esprint final de la primera jornada del Tour de la República Checa.La temporada 2024 estuvo marcada por su victoria número 25 como ciclista profesional, al vencer en el embalaje final de la 2.ª etapa de la CRO Race en Croacia.Volvió a intentarlo en la sexta y última fracción, donde culminó en el puesto 8.°Se desplazó a territorio asiático para competir en el Tour de Guagxi, en la jornada inicial acarició la victoria y se ubicó tercero en el embalaje final del circuito de 149,4 kilómetros.Finalizó en el top-10 en la segunda fracción, cruzando la meta en la octava casilla en Jingxi.Logró el segundo lugar en la tercera etapa tras un emocionante esprint contra el británico Ethan Vernon.Terminó las seis etapas y se clasificó en el puesto 79.° de la general, cerrando así su temporada 2024.

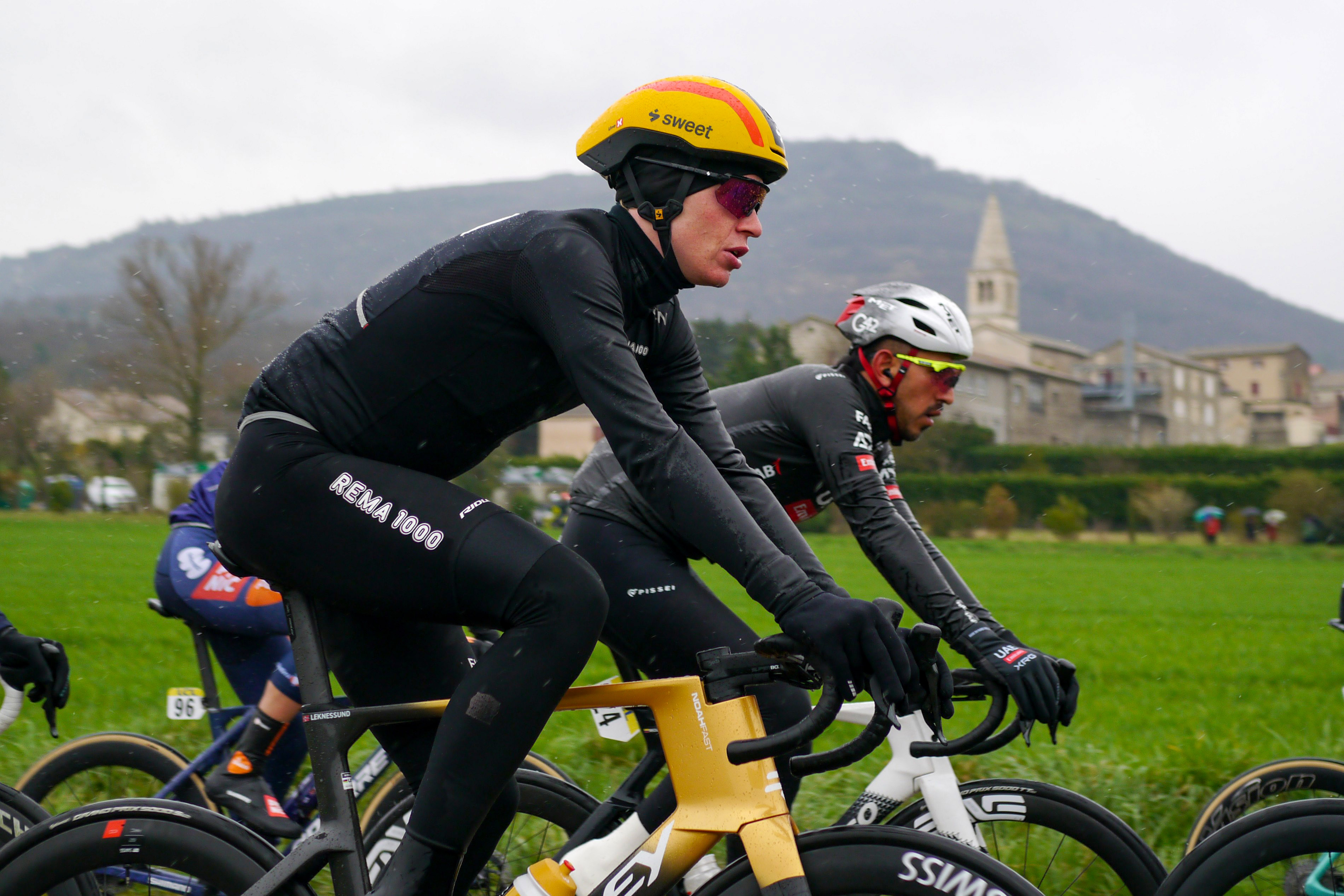
Andreas Leknessund - Sebastian Molano - Saint-Lager-Bressac - Paris-Nice 2025 - stage 6

A inicios de 2025 compitió en el AlUla Tour, en la etapa inicial se colocaría en segunda posición, superado solamente por Tim Merlier.Con una destacada actuación en la tercera etapa, se ubicó en la tercera casilla en Tayma Fort.Repitió en el tercer lugar del esprint en la quinta y última fracción, fue el único colombiano en competencia.En el mes de febrero sufre una fuerte caída a 7 km de meta, en la primera etapa del UAE Tour, sin embargo, pudo reincorporarse y finalizar la fracción.El nuevo escenario de competencia fue en la París-Niza, en la primera etapa cruzó la meta en Le Perray-en-Yvelines en cuarto lugar.En la contrarreloj por equipos de la tercera jornada, el UAE se clasificó en la octava posición.No tomó la partida de la séptima etapa, pues resultó enfermo a causa de las bajas temperaturas.Participó de la clásica Nokere Koerse con un trazado de 188,2 kilómetros, donde ingresó en el puesto 22.° a 00:08" del vencedor.La 49.ª edición de la Clásica Brujas-La Panne en Bélgica, le otorga la primera victoria de la temporada, tras imponerse en el esprint final con definición por foto finish, ante el italiano Jonathan Milan.
En el mes de mayo de 2025 compitió en el Tour de Hungría, ingresó en el top-5 de la segunda jornada con final en Siófok; en la quinta y última etapa marcaría un nuevo registro en su palmarés, imponiéndose en el esprint ante el neerlandés Danny van Popel, segundo, y el alemán Tim Torn Teutenberg, tercero.Alcanzó el cuarto lugar en la primera jornada del Tour de Noruega con un trazado de 179,2 kilómetros en Solakrossen.Completó las cuatro etapas y se clasificó en el puesto 62.° de la general final.Cruzó la meta en la quinta posición del embalaje en la fracción inicial del Tour de Eslovenia.Volvió a intentarlo en la tercera etapa, pero esta vez el neerlandés Dylan Groenewegen estuvo más fuerte y el colombiano debió conformarse con el segundo lugar.El velocista del UAE Team Emirates inició su participación en la Vuelta a Bélgica, con un segundo puesto en la primera jornada que fue ganada por el belga Tim Merlier.En la segunda fracción, ingresó en segundo lugar de forma consecutiva, este resultado le permitió asumir el liderato de la carrera; la jornada fue ganada por el corredor local Jasper Philipsen.Lo intentó de nuevo en el embalaje de la quinta y última etapa, pero el corredor del Soudal Quick-Step Tim Merlier fue más rápido y Juan Sebastián se quedó con el segundo puesto;estos tres segundos lugares le permitieron coronarse campeón de la clasificación de los puntos con un total de 75; adicionalmente, su compañero de equipo, el italiano Filippo Baroncini, fue el vencedor de la clasificación general.

## Palmarés

### Pista
2013
- Campeonato de Colombia de Ciclismo en Pista
  -  Medalla de Plata en Persecución por equipos
  -  Medalla de Bronce en Ómnium
- Juegos Bolivarianos
  -  Medalla de Oro en Persecución por equipos

2014
- Campeonato de Colombia de Ciclismo en Pista
  -  Medalla de Oro en Ómnium
- Campeonato Panamericano de Ciclismo
  -  Medalla de Oro en Ómnium

### Ruta
| 2016 - 1 etapa de la Vuelta a la Comunidad de Madrid - 1 etapa de la Vuelta a Colombia - 4 etapas del Clásico RCN 2017 - 2 etapas de la Vuelta al Alentejo - 3.º en el Campeonato Panamericano en Ruta 2018 - Campeonato Panamericano en Ruta - 2 etapas Vuelta al Valle del Cauca - 3 etapas de la Vuelta a Colombia - 2 etapas del Tour de Xingtái - Tour de China I, más 1 etapa - 1 etapa del Tour de China II - 2 etapas del Tour del Lago Taihu 2019 - 1 etapa del Tour Colombia 2020 - 3 etapas del Tour Colombia 2021 - 2 etapas de la Vuelta a Burgos - 2 etapas del Giro de Sicilia | 2022 - 1 etapa de la Boucles de la Mayenne - 1 etapa de la Vuelta a España 2023 - 1 etapa del UAE Tour - Gran Premio de Denain - 1 etapa de la Vuelta a Burgos - 1 etapa de la Vuelta a España - 1 etapa del Tour de Guangxi 2024 - 1 etapa de la CRO Race 2025 - Clásica Brujas-La Panne - 1 etapa del Tour de Hungría |

## Resultados en Grandes Vueltas y Campeonatos del Mundo
Durante su carrera deportiva ha conseguido los siguientes puestos en las Grandes Vueltas y en los Campeonatos del Mundo:
| Carrera         | Carrera         | 2015 | 2016 | 2017  | 2018 | 2019  | 2020 | 2021  | 2022  | 2023  | 2024  |
| --------------- | --------------- | ---- | ---- | ----- | ---- | ----- | ---- | ----- | ----- | ----- | ----- |
|                 | Giro de Italia  | —    | —    | —     | —    | Ab.   | Ab.  | 126.º | —     | —     | 125.º |
|                 | Tour de Francia | —    | —    | —     | —    | —     | —    | —     | —     | —     | —     |
|                 | Vuelta a España | —    | —    | 152.º | —    | 143.º | —    | Ab.   | 126.º | 147.º | —     |
| Mundial en Ruta | Mundial en Ruta | —    | —    | Ab.   | —    | Ab.   | —    | Ab.   | Ab.   | Ab.   | —     |

—: no participa

Ab.: abandono

## Equipos
- Fuerzas Armadas-Ejército Nacional (2013)
- Coldeportes-Claro (2014)
- Team Colombia (2015)
- Manzana Postobón Team (2016-2018)
- UAE Team Emirates (2019-)
  - UAE Team Emirates (2019-2024)
  - UAE Team Emirates XRG (2025-)